# Melanotaenia ajamaruensis
Espèce
Statut de conservation UICN

 CR B2ab(v) : 
En danger critique
Melanotaenia ajamaruensis, le Poisson arc-en-ciel des lacs Ajamaru, est une espèce de poissons arc-en-ciel de la sous-famille des Melanotaeniinae et du genre Melanotaenia. Il est considéré, peut-être à tort, comme endémique des lacs Ayamaru en Papouasie occidentale, en Indonésie.

## Histoire
D'octobre 1954 à mai 1955, Marinus Boeseman, un ichtyologiste Néerlandais, effectua une expédition en Papouasie Occidentale et en ramena de nombreux spécimens de poissons prélevés dans différents lacs et rivières de la péninsule de la Tête d'Oiseau. Ce n'est qu'entre 1975 et 1977, que cette collection Boeseman put être étudiée de manière extensive par Gerald Allen. Il en décrira au moins 4 nouvelles espèces Poissons arc-en-ciel dont Melanotaenia  ajamaruensis qui était notée comme prélevé au voisinage des lacs Ayamaru. En 1982, Gerald Allen se déplaça dans la région de ces lacs mais ne put y retrouver le moindre Poisson arc-en-ciel des lacs Ajamaru. L'espèce fut donc considérée comme menacée. Il faudra attendre 2007 pour qu'un recensement mené entre autres par l'IRD retrouve des spécimens vivants de cette espèce.

## Description
Le Poisson arc-en-ciel des lacs Ajamaru est décrit étant d'une forme ovale avec une coloration rouge-brun sur la partie dorsale et sur la première moitié du corps avec un dégradé jaune vers l'arrière du corps. Les flancs sont parsemés de stries horizontales rouge-brunes et de bandes verticales allant du bleu métallique à jaunâtre. La taille de ces poissons peut atteindre environ 11 cm.

## Distribution
Cette espèce est considérée comme endémique des lacs Ajamaru dans la Péninsule de la Tête d'Oiseau en Papouasie Occidentale (Indonésie) mais pourrait ne subsister que dans la partie amont de la rivière Kaliwensi et la Rivière Soum.

## Taxonomie
Le nom valide complet (avec auteur) de ce taxon est Melanotaenia ajamaruensis Allen & Cross, 1980.